# Martha Mansfield
Martha Mansfield rozená Martha Ehrlich (14. července 1899 New York – 30. listopadu 1923 San Antonio) byla americká herečka.
Herečkou chtěla být již od svých 14 let. V roce 1919 vystupovala v divadelní revue a v roce 1920 hrála ve svém prvním filmu Civilian Clothes. Následující její film byl Podivný případ doktora Jekylla a pana Hydea, také z roku 1920. Zemřela při natáčení filmu The Warrens of Virginia. V pauze mezi natáčením seděla v autě a odpočívala, za ní stál neopatrný kuřák, který odhodil zápalku na její šaty, které se vznítily. Utrpěla vážné popáleniny, jimž podlehla. Spekuluje se, že si požár způsobila sama, když si zapalovala v autě cigaretu, aby zahnala nervozitu, sirka jí přitom vypadla z ruky.

## Filmografie
- 1917 – Max wants a divorce
- 1918 – Broadway Bill
- 1920 – Podivný případ Dr. Jekylla a pana Hidea
- 1921 – The last door